# أرت بيل
أرت بيل (بالإنجليزية: Art Bell) هو مقدم برامج إذاعية ومقدم تلفزيوني ودي جيه أمريكي، ولد في 17 يونيو 1945 في Marine Corps Base Camp Lejeune ‏ في الولايات المتحدة، وتوفي في 13 أبريل 2018 في باهرومب في الولايات المتحدة.

## وصلات خارجية
- الموقع الرسمي
- أرت بيل على موقع IMDb (الإنجليزية)
- أرت بيل على موقع ميوزك برينز (الإنجليزية)
- أرت بيل على موقع إن إن دي بي (الإنجليزية)
- أرت بيل على موقع ديسكوغز (الإنجليزية)
- أرت بيل على موقع قاعدة بيانات الفيلم (الإنجليزية)